# Lauri Korpikoski
Lauri Korpikoski (Turku, 28 luglio 1986) è un hockeista su ghiaccio finlandese.

## Palmarès

### Olimpiadi invernali
- Bronzo a Soči 2014

### Campionati mondiali Juniores
- Bronzo a Canada 2006